# Callioratis boisduvalii
Callioratis boisduvalii är en fjärilsart som beskrevs av Felder 1874. Callioratis boisduvalii ingår i släktet Callioratis och familjen mätare. Inga underarter finns listade i Catalogue of Life.